# Smal bekermos
Smal bekermos (Cladonia coniocraea) is een soort korstmos uit het geslacht Cladonia.

## Determinatie
Het primaire thallus bestaat uit grondschubben die aan de bovenkant doorgaans groen tot grijsgroen van kleur zijn; soms zijn ze ook bruinachtig aangelopen. Ze zijn ondiep ingesneden, rechtopstaand tot platliggend, en vormen vrij losse zoden. Aan de rand en onderkant van de grondschubben zijn vaak groene sorediën aanwezig; de resterende onderkant is witachtig van kleur.
In Nederland produceert smal bekermos bijna altijd podetiën. Deze zijn staafvormig, onvertakt, recht tot gebogen, meer dan 10 × zo lang als breed, tot 5 cm hoog en grijsgroen tot bruin (aangelopen) van kleur. De podetiën zijn grotendeels fijn soredieus en vooral onderaan ook met gladde, beschorste plekken zonder of met weinig, relatief grote schubben. De podetiumtoppen zijn spits of verdiept in een onduidelijke bekervorm. Vaak zitten er zwartbruine, puntvormige pycnidiën op een podetiumtop. In Nederland vormt smal bekermos slechts zelden apotheciën; deze groeien ook uit de podetiumtop en zijn bruin van kleur.

### Chemische reacties
De thallusschubben en podetiën worden oranje tot roestrood (P+) wanneer ze worden besprenkeld met p-fenyleendiamine.

### Gelijkende taxa
Smal bekermos wordt veel verward met dove heidelucifer.

## Ecologie
Smal bekermos groeit vooral op zuur, dood hout in droge bossen. Zelden wordt de soort ook wel eens terrestrisch aangetroffen op humeuze steilkanten in bossen.

### Syntaxonomie
Smal bekermos staat te boek als transgrediërende kensoort voor de klasse van vertakt bekermos en neptunusmos (Cladonio-Lepidozietea).

## Verspreiding
Smal bekermos komt in Nederland vrij algemeen voor.

## Fotogalerij

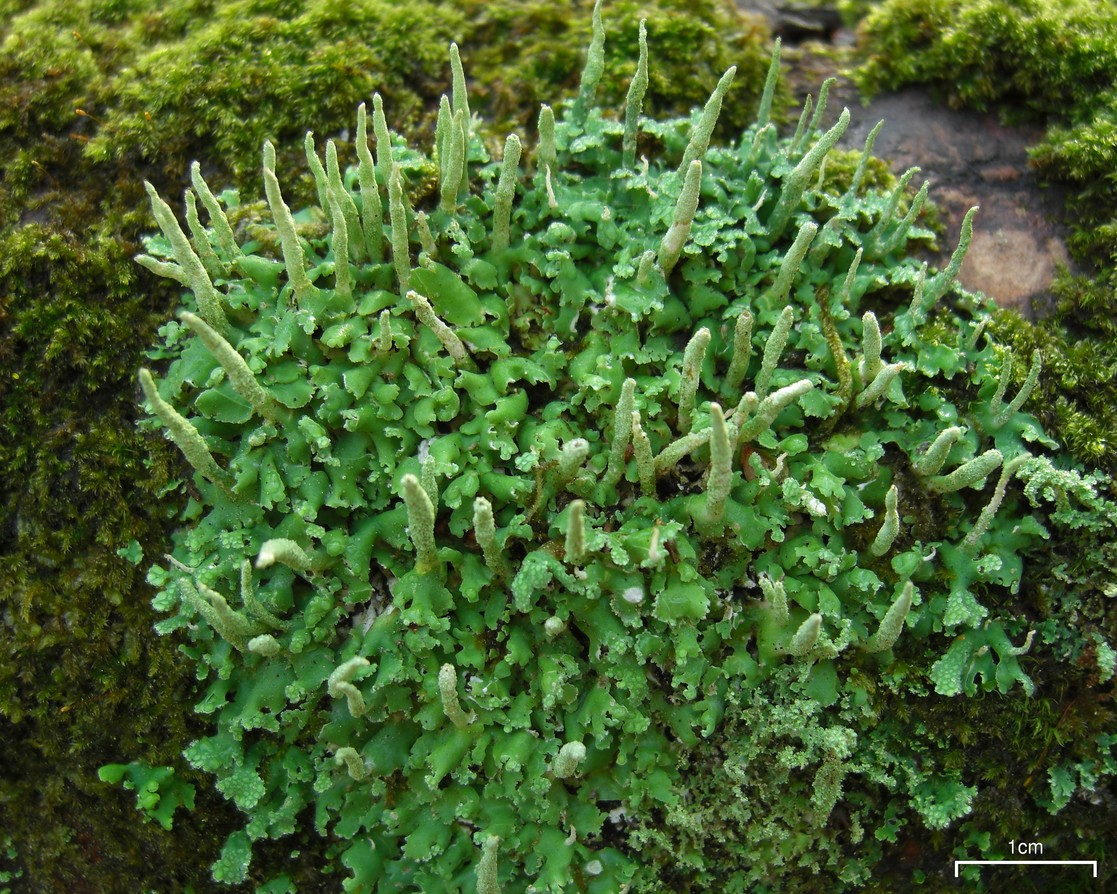
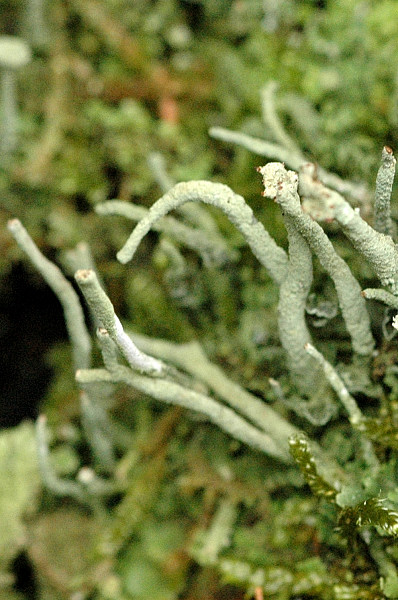
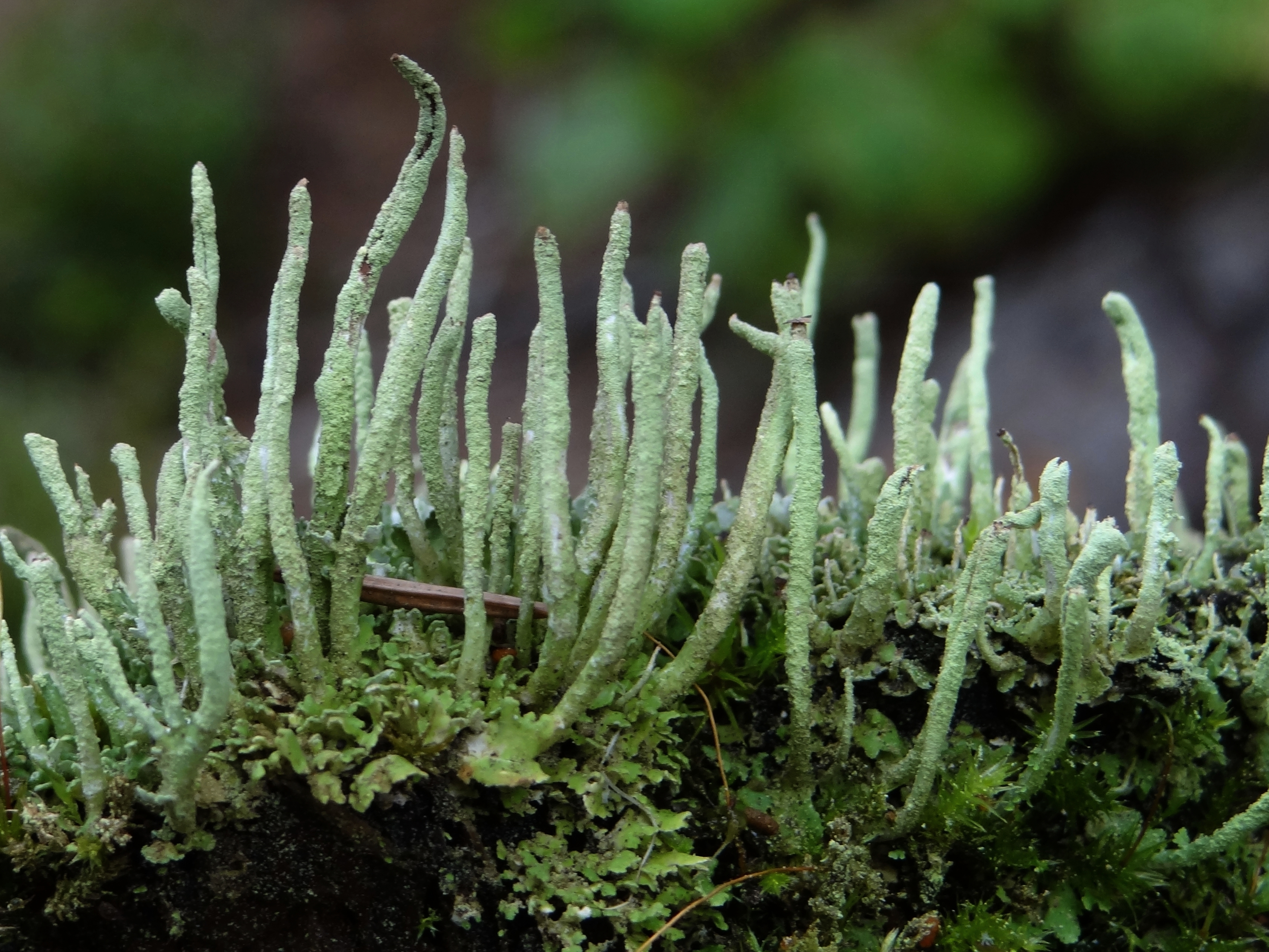
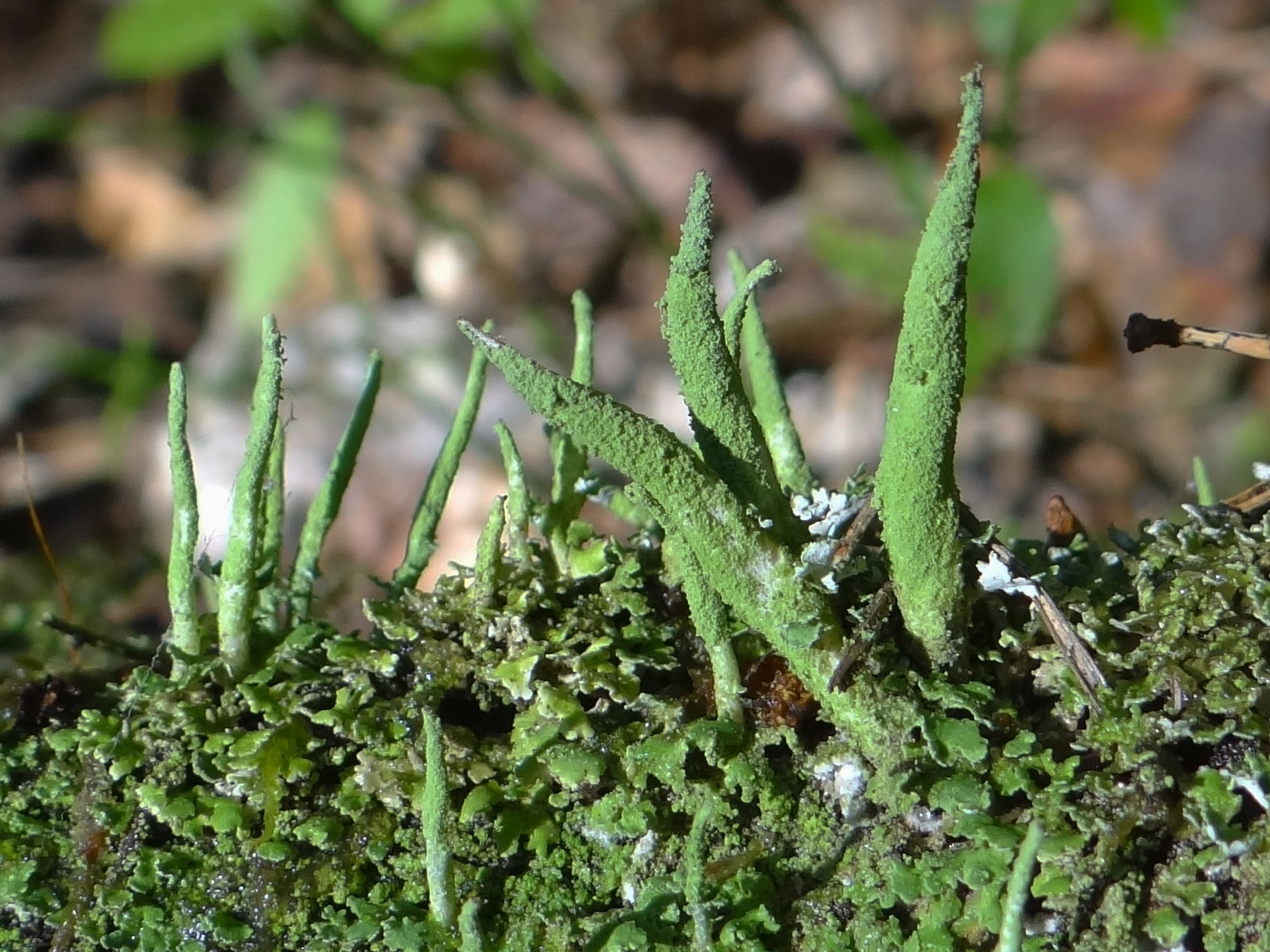